# Aeroporto Internazionale Kingsford Smith
L'Aeroporto Internazionale Kingsford Smith (IATA: SYD, ICAO: YSSY), conosciuto anche come Aeroporto di Sydney (in inglese: Sydney Airport) è il principale aeroporto di Sydney, nonché il più trafficato dell'intero continente oceaniano. È gestito dalla compagnia privata Sydney Airport Corporation Limited. Situato nei pressi della Botany Bay, l'aeroporto ha tre piste, la East-West, la North-South e la Third. È anche conosciuto per essere uno degli aeroporti più antichi del mondo.

## Storia
Nato nel 1920 con un aerodromo, ottenne solo nel 1953 il nome attuale, Kingsford Smith, in onore di Charles Kingsford Smith, grande pioniere dell'aviazione australiana. La prima pista venne costruita interamente in ghiaia, nel 1933. Negli anni sessanta, a causa del grande sviluppo della città di Sydney, la costruzione di un terminal internazionale era ormai improrogabile: i lavori iniziarono nel 1966 e il terminal venne inaugurato il 3 maggio 1970 da Elisabetta II in persona. Il primo Boeing 747 a servire l'aeroporto fu un Pan American's 'Clipper Flying Cloud' (N734PA), arrivato il 4 ottobre 1970.
Negli anni settanta la seconda pista venne ulteriormente allungata, divenendo così una delle più grandi dell'emisfero meridionale. Nel 1989 venne deciso di costruire una terza pista che consentisse un ulteriore sviluppo del traffico sull'aeroporto. Tale pista venne inaugurata nei primi anni novanta. In occasione delle Olimpiadi di Sydney vennero stanziati due miliardi di dollari in modo da rinnovare e rendere più moderno l'aeroporto. Nel 2002 il governo australiano decise di privatizzare completamente la gestione aeroportuale, cedendola a imprenditori australiani e non solo.

## Trasporti e collegamenti
L'aeroporto è facilmente raggiungibile attraverso l'efficiente sistema stradale. Insieme ad esso troviamo la Airport and East Hills railway line, una linea ferroviaria che collega il centro della città all'aeroporto. Un altro modo per raggiungere il Kingsford Smith è l'utilizzo delle linee di autobus gestite dalla State Transit Authority of New South Wales.

## Terminal
L'aeroporto dispone di tre terminal. Quello internazionale è separato dagli altri due da una pista, di conseguenza l'azienda che gestisce lo scalo fornisce un servizio navetta di collegamento.

### Terminal 1
Il terminal 1 è quello internazionale, localizzato nel settore nord-ovest dello scalo. Ha 29 gates ed esiste un check-in per ogni compagnia aerea. È diviso in tre livelli: il primo relativo agli arrivi, il secondo alle partenza ed il terzo composto invece da uffici.
Costruito negli anni settanta, il terminal 1 ha subito negli anni un continuo ammodernamento. Nel 2010 dovrebbero essere completati dei lavori di ristrutturazione costati circa 500 milioni di dollari.
Altre informazioni in merito al terminal internazionale, come la ristorazione e lo shopping, sono reperibili nel sito internet dell'aeroporto.

### Terminal 2
Il terminal 2, situato nel settore nord-est dell'aeroporto, è quello domestico. Ha 12 aeree parcheggio e serve diverse compagnie australiane, quali la Virgin Blue, la Jetstar, la Qantaslink e molte altre. Questo terminal è composto da soli due livelli e arrivi e partenza sono sullo stesso piano.

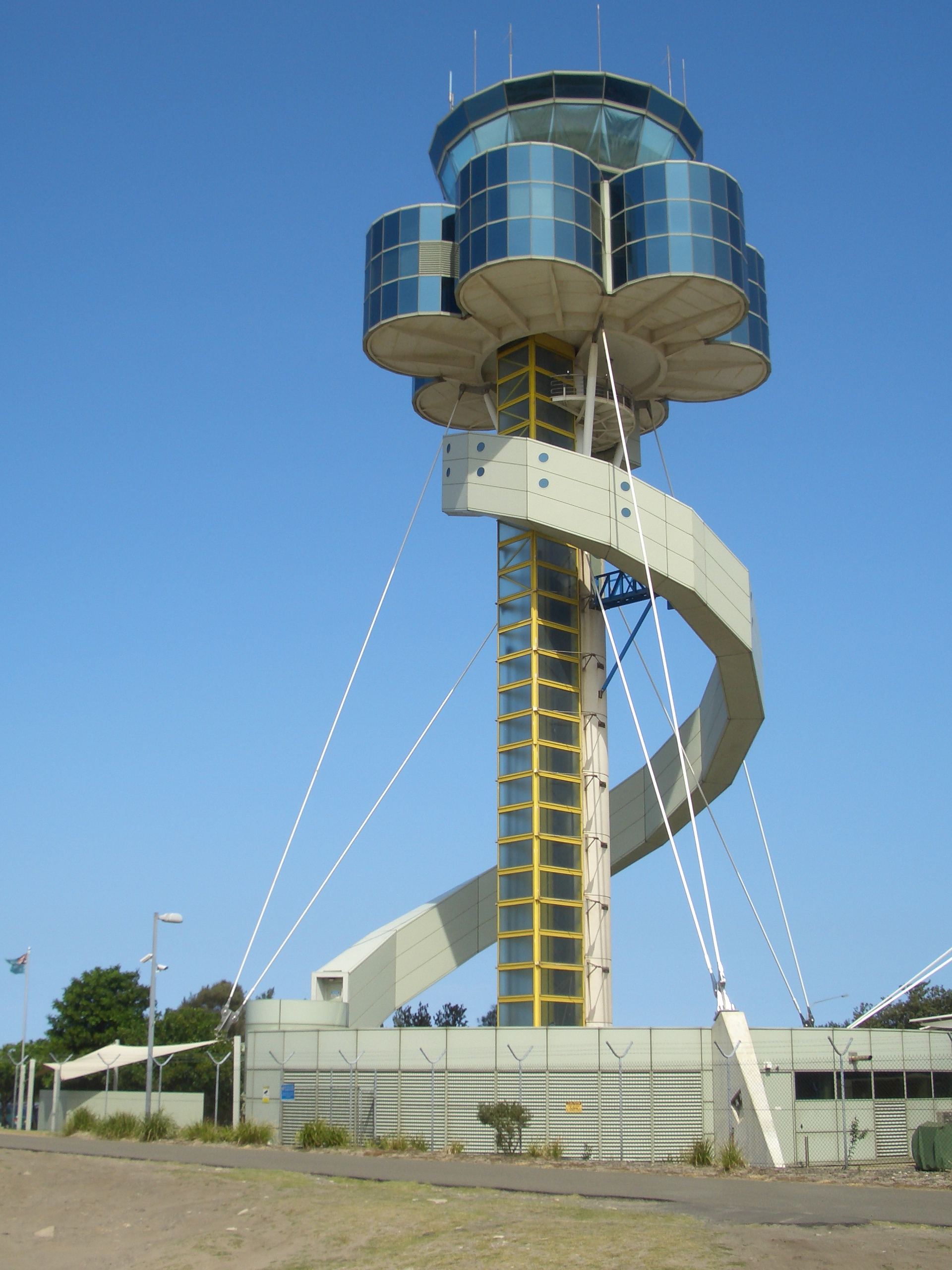
La torre di controllo

Altre informazioni in merito al terminal internazionale, come la ristorazione e lo shopping, sono reperibili nel sito internet dell'aeroporto.

### Terminal 3
Il terzo terminale è anch'esso domestico e, come il terminal 2, è localizzato nel settore nord-est dello scalo australiano. È il meno trafficato dell'aeroporto e, ad oggi, è utilizzato solo dalla compagnia di bandiera australiana, la Qantas. Ha subito un importante rinnovamento a metà anni novanta.

### Altri terminal
Nel Kingsford Smith è presente anche un quarto terminal, situato ad est del terminal 2 ed oggi inutilizzato, conosciuto come Domestic Express. Serviva negli anni novanta la compagnia low cost Virgin Blue e la Impulse Airlines, oggi fallita. Nel 2002, dopo il fallimento della Ansett Australia, la Virgin ha spostato il suo traffico nel terminal 2.
Il terminal per il trasporto cargo è situato a nord del terminal 1.

## Secondo aeroporto cittadino
Un eventuale progetto per un secondo aeroporto di Sydney è discusso fin dal 1964. Tale idea è tornata di attualità soprattutto a partire dalla fine degli anni ottanta, dato l'aumento del traffico da e per Sydney. Tra il 1987 ed il 2000 i voli sono più che raddoppiati e i passeggeri internazionali sono passati da otto a quindici milioni. A fine anni novanta lo scalo di Sydney accoglieva il 45% dei passeggeri internazionali di tutta l'Australia.
Nel 2007 il nuovo governo guidato da Kevin Michael Rudd ha riportato in auge la questione, definendo come ormai saturo l'aeroporto Kingsford Smith. Tra le proposte c'è anche quella di spostare tutto il traffico cargo in un altro aeroporto. Ad oggi, comunque, non c'è stato nessun progetto concreto e nessun stanziamento di fondi.

## Statistiche
| Posizione | Aeroporto                            | Passeggeri trasportati | Variazione % |
| --------- | ------------------------------------ | ---------------------- | ------------ |
| 1         | Aeroporto di Melbourne               | 6,911,200              | 16,0         |
| 2         | Aeroporto di Brisbane                | 4,282,300              | 2,1          |
| 3         | Aeroporto di Gold Coast              | 2,142,300              | 0,1          |
| 4         | Aeroporto di Adelaide                | 1,560,800              | 0,0          |
| 5         | Aeroporto di Perth                   | 1,450,300              | 4,7          |
| 6         | Aeroporto Internazionale di Canberra | 986,400                | 16,1         |
| 7         | Aeroporto di Cairns                  | 915,200                | 2,8          |
| 8         | Aeroporto di Sunshine Coast          | 488,200                | 10,8         |
| 9         | Aeroporto internazionale di Hobart   | 471,900                | 7,4          |
| 10        | Aeroporto di Coffs Harbour           | 305,800                | 0,0          |

| Posizione | Aeroporto                                        | Passeggeri trasportati | Variazione % |
| --------- | ------------------------------------------------ | ---------------------- | ------------ |
| 1         | Aeroporto di Auckland                            | 1,236,791              | 2,1          |
| 2         | Aeroporto di Singapore-Changi                    | 1,013,725              | 1,7          |
| 3         | Aeroporto internazionale di Hong Kong            | 901,794                | 1,0          |
| 4         | Aeroporto Internazionale di Bangkok-Suvarnabhumi | 647,162                | 8,9          |
| 5         | Aeroporto internazionale di Los Angeles          | 560,138                | 10,0         |
| 6         | Aeroporto di Londra-Heathrow                     | 555,442                | 1,1          |
| 7         | Aeroporto di Christchurch                        | 547,036                | 5,6          |
| 8         | Aeroporto di Tokyo-Narita                        | 462,716                | 3,8          |
| 9         | Aeroporto internazionale di Incheon              | 359,587                | 0,4          |
| 10        | Aeroporto di Kuala Lumpur                        | 350,225                | 4,0          |